# Остроумова Ольга Михайлівна
Остроумова Ольга Михайлівна (нар. 21 вересня 1947) — російська акторка. Народна артистка Росії (1994).

## Життєпис
Народилась 21 вересня 1947 р. в Куйбишеві, в родині вчителів. Закінчила Державний інститут театрального мистецтва (І970). Працює у театрах Москви.
Знімалась у фільмах: «Доживемо до понеділка», «А зорі тут тихі», «Любов земна», «Доля», «Гараж» та ін. Грала в українських стрічках: «Дрібниці життя» (1980, т/ф), «Філер» (1987, Ніна).
Дружина Валентина Гафта.

## Фільмографія
- 1967 — «Доживемо до понеділка»
- 1972 — «А зорі тут тихі»
- 1976 — «Мартін Іден»
- 1979 — «Гараж»
- 1981 — «Василь і Василиса»
- 1986 — «Я зробив все, що міг»
- 1987 — «Вежа»
- 1987 — Живий труп
- 2008 — «Адмірал»